# Eleições legislativas de 2015 em Loures

## Resultados Oficiais
| Partido                 | Partido                        | Votos   | %               | +/-   |
| ----------------------- | ------------------------------ | ------- | --------------- | ----- |
|                         | Partido Socialista             | 36 598  | 35,57 / 100,00  | 4,45  |
|                         | Portugal à Frente              | 28 578  | 27,77 / 100,00  | 12,16 |
|                         | Coligação Democrática Unitária | 15 776  | 15,33 / 100,00  | 1,39  |
|                         | Bloco de Esquerda              | 10 811  | 10,51 / 100,00  | 5,24  |
|                         | Pessoas–Animais–Natureza       | 1 775   | 1,73 / 100,00   | 0,42  |
|                         | PCTP/MRPP                      | 1 311   | 1,27 / 100,00   | 0,23  |
|                         | Outros                         | 4 511   | 4,39 / 100,00   |       |
| Votos Inválidos         | Votos Inválidos                | 3 533   | 3,43 / 100,00   | 0,72  |
| Total                   | Total                          | 102 893 | 100,00 / 100,00 |       |
| Eleitorado/Participação | Eleitorado/Participação        | 165 382 | 62,22 / 100,00  | 1,56  |
| Fonte                   | Fonte                          | [ 1 ]   | [ 1 ]           | [ 1 ] |

## Resultados por Freguesia
Os resultados seguintes referem-se aos partidos que obtiveram mais de 1,00% dos votos:
| Freguesia                                         | %     | %     | %     | %     | %    | %    | Votantes |
| Freguesia                                         | PS    | PÀF   | CDU   | BE    | PAN  | PCTP | Votantes |
| ------------------------------------------------- | ----- | ----- | ----- | ----- | ---- | ---- | -------- |
| Bucelas                                           | 36,95 | 22,13 | 18,13 | 11,87 | 1,49 | 1,86 | 2 476    |
| Camarate, Unhos e Apelação                        | 38,27 | 23,20 | 16,82 | 9,95  | 1,78 | 1,87 | 14 843   |
| Fanhões                                           | 33,68 | 28,41 | 18,21 | 8,51  | 1,62 | 1,90 | 1 422    |
| Loures                                            | 31,50 | 32,23 | 13,48 | 11,50 | 1,77 | 1,19 | 15 006   |
| Lousa                                             | 27,72 | 34,44 | 14,28 | 12,48 | 1,54 | 0,96 | 1 562    |
| Moscavide e Portela                               | 36,03 | 37,30 | 8,74  | 8,19  | 1,53 | 0,81 | 12 810   |
| Sacavém e Prior Velho                             | 38,66 | 25,96 | 15,20 | 9,95  | 1,85 | 1,11 | 12 361   |
| Santa Iria de Azoia, São João da Talha e Bobadela | 34,83 | 24,40 | 19,55 | 10,48 | 1,59 | 1,38 | 24 708   |
| Santo Antão e São Julião do Tojal                 | 35,73 | 23,56 | 21,29 | 9,30  | 1,23 | 1,58 | 4 053    |
| Santo António dos Cavaleiros e Frielas            | 36,01 | 28,11 | 11,96 | 12,83 | 2,16 | 0,89 | 13 652   |
| Loures                                            | 35,57 | 27,77 | 15,33 | 10,51 | 1,73 | 1,27 | 102 893  |

#### Bucelas
| Partido                 | Partido                        | Votos | %               | +/-  |
| ----------------------- | ------------------------------ | ----- | --------------- | ---- |
|                         | Partido Socialista             | 915   | 36,95 / 100,00  | 0,17 |
|                         | Portugal à Frente              | 548   | 22,13 / 100,00  | 8,84 |
|                         | Coligação Democrática Unitária | 449   | 18,13 / 100,00  | 1,78 |
|                         | Bloco de Esquerda              | 294   | 11,87 / 100,00  | 6,42 |
|                         | PCTP/MRPP                      | 46    | 1,86 / 100,00   | 0,15 |
|                         | Pessoas–Animais–Natureza       | 37    | 1,49 / 100,00   | 0,63 |
|                         | Outros                         | 106   | 4,28 / 100,00   |      |
| Votos Inválidos         | Votos Inválidos                | 81    | 3,27 / 100,00   | 1,69 |
| Total                   | Total                          | 2 476 | 100,00 / 100,00 |      |
| Eleitorado/Participação | Eleitorado/Participação        | 3 823 | 64,77 / 100,00  | 2,96 |

#### Camarate, Unhos e Apelação
| Partido                 | Partido                        | Votos  | %               |
| ----------------------- | ------------------------------ | ------ | --------------- |
|                         | Partido Socialista             | 5 680  | 38,27 / 100,00  |
|                         | Portugal à Frente              | 3 443  | 23,20 / 100,00  |
|                         | Coligação Democrática Unitária | 2 497  | 16,82 / 100,00  |
|                         | Bloco de Esquerda              | 1 477  | 9,95 / 100,00   |
|                         | PCTP/MRPP                      | 277    | 1,87 / 100,00   |
|                         | Pessoas–Animais–Natureza       | 264    | 1,78 / 100,00   |
|                         | Outros                         | 698    | 4,71 / 100,00   |
| Votos Inválidos         | Votos Inválidos                | 507    | 3,42 / 100,00   |
| Total                   | Total                          | 14 843 | 100,00 / 100,00 |
| Eleitorado/Participação | Eleitorado/Participação        | 26 915 | 55,15 / 100,00  |

#### Fanhões
| Partido                 | Partido                         | Votos | %               | +/-  |
| ----------------------- | ------------------------------- | ----- | --------------- | ---- |
|                         | Partido Socialista              | 479   | 33,68 / 100,00  | 3,31 |
|                         | Portugal à Frente               | 404   | 28,41 / 100,00  | 9,24 |
|                         | Coligação Democrática Unitária  | 259   | 18,21 / 100,00  | 2,26 |
|                         | Bloco de Esquerda               | 121   | 8,51 / 100,00   | 4,04 |
|                         | PCTP/MRPP                       | 27    | 1,90 / 100,00   | 0,10 |
|                         | Pessoas–Animais–Natureza        | 23    | 1,62 / 100,00   | 0,55 |
|                         | Partido Democrático Republicano | 18    | 1,27 / 100,00   | Novo |
|                         | Outros                          | 30    | 2,11 / 100,00   |      |
| Votos Inválidos         | Votos Inválidos                 | 61    | 4,29 / 100,00   | 0,58 |
| Total                   | Total                           | 1 422 | 100,00 / 100,00 |      |
| Eleitorado/Participação | Eleitorado/Participação         | 2 225 | 63,91 / 100,00  | 1,11 |

#### Loures
| Partido                 | Partido                        | Votos  | %               | +/-   |
| ----------------------- | ------------------------------ | ------ | --------------- | ----- |
|                         | Portugal à Frente              | 4 836  | 32,23 / 100,00  | 13,27 |
|                         | Partido Socialista             | 4 727  | 31,50 / 100,00  | 4,07  |
|                         | Coligação Democrática Unitária | 2 023  | 13,48 / 100,00  | 2,51  |
|                         | Bloco de Esquerda              | 1 726  | 11,50 / 100,00  | 5,75  |
|                         | Pessoas–Animais–Natureza       | 265    | 1,77 / 100,00   | 0,29  |
|                         | PCTP/MRPP                      | 178    | 1,19 / 100,00   | 0,05  |
|                         | Outros                         | 698    | 4,66 / 100,00   |       |
| Votos Inválidos         | Votos Inválidos                | 553    | 3,69 / 100,00   | 0,70  |
| Total                   | Total                          | 15 006 | 100,00 / 100,00 |       |
| Eleitorado/Participação | Eleitorado/Participação        | 23 630 | 63,50 / 100,00  | 1,13  |

#### Lousa
| Partido                 | Partido                         | Votos | %               | +/-   |
| ----------------------- | ------------------------------- | ----- | --------------- | ----- |
|                         | Portugal à Frente               | 538   | 34,44 / 100,00  | 11,16 |
|                         | Partido Socialista              | 433   | 27,72 / 100,00  | 0,24  |
|                         | Coligação Democrática Unitária  | 223   | 14,28 / 100,00  | 2,33  |
|                         | Bloco de Esquerda               | 195   | 12,48 / 100,00  | 8,42  |
|                         | Pessoas–Animais–Natureza        | 24    | 1,54 / 100,00   | 0,45  |
|                         | Partido Nacional Renovador      | 20    | 1,28 / 100,00   | 0,43  |
|                         | Partido Democrático Republicano | 16    | 1,02 / 100,00   | Novo  |
|                         | Outros                          | 58    | 3,70 / 100,00   |       |
| Votos Inválidos         | Votos Inválidos                 | 55    | 3,52 / 100,00   | 0,36  |
| Total                   | Total                           | 1 562 | 100,00 / 100,00 |       |
| Eleitorado/Participação | Eleitorado/Participação         | 2 594 | 60,22 / 100,00  | 1,89  |

#### Moscavide e Portela
| Partido                 | Partido                        | Votos  | %               |
| ----------------------- | ------------------------------ | ------ | --------------- |
|                         | Partido Socialista             | 4 778  | 37,30 / 100,00  |
|                         | Portugal à Frente              | 4 616  | 36,03 / 100,00  |
|                         | Coligação Democrática Unitária | 1 119  | 8,74 / 100,00   |
|                         | Bloco de Esquerda              | 1 049  | 8,19 / 100,00   |
|                         | Pessoas–Animais–Natureza       | 196    | 1,53 / 100,00   |
|                         | LIVRE/Tempo de Avançar         | 162    | 1,26 / 100,00   |
|                         | Outros                         | 473    | 3,69 / 100,00   |
| Votos Inválidos         | Votos Inválidos                | 417    | 3,26 / 100,00   |
| Total                   | Total                          | 12 810 | 100,00 / 100,00 |
| Eleitorado/Participação | Eleitorado/Participação        | 19 323 | 66,29 / 100,00  |

#### Sacavém e Prior Velho
| Partido                 | Partido                        | Votos  | %               |
| ----------------------- | ------------------------------ | ------ | --------------- |
|                         | Partido Socialista             | 4 779  | 38,66 / 100,00  |
|                         | Portugal à Frente              | 3 209  | 25,96 / 100,00  |
|                         | Coligação Democrática Unitária | 1 879  | 15,20 / 100,00  |
|                         | Bloco de Esquerda              | 1 230  | 9,95 / 100,00   |
|                         | Pessoas–Animais–Natureza       | 229    | 1,85 / 100,00   |
|                         | PCTP/MRPP                      | 137    | 1,11 / 100,00   |
|                         | Outros                         | 504    | 4,07 / 100,00   |
| Votos Inválidos         | Votos Inválidos                | 394    | 3,19 / 100,00   |
| Total                   | Total                          | 12 361 | 100,00 / 100,00 |
| Eleitorado/Participação | Eleitorado/Participação        | 19 393 | 63,74 / 100,00  |

#### Santa Iria de Azoia, São João da Talha e Bobadela
| Partido                 | Partido                         | Votos  | %               |
| ----------------------- | ------------------------------- | ------ | --------------- |
|                         | Partido Socialista              | 8 605  | 34,83 / 100,00  |
|                         | Portugal à Frente               | 6 029  | 24,40 / 100,00  |
|                         | Coligação Democrática Unitária  | 4 831  | 19,55 / 100,00  |
|                         | Bloco de Esquerda               | 2 590  | 10,48 / 100,00  |
|                         | Pessoas–Animais–Natureza        | 392    | 1,59 / 100,00   |
|                         | PCTP/MRPP                       | 341    | 1,38 / 100,00   |
|                         | Partido Democrático Republicano | 248    | 1,00 / 100,00   |
|                         | Outros                          | 791    | 3,22 / 100,00   |
| Votos Inválidos         | Votos Inválidos                 | 881    | 3,57 / 100,00   |
| Total                   | Total                           | 24 708 | 100,00 / 100,00 |
| Eleitorado/Participação | Eleitorado/Participação         | 36 883 | 66,99 / 100,00  |

#### Santo Antão e São Julião do Tojal
| Partido                 | Partido                        | Votos | %               |
| ----------------------- | ------------------------------ | ----- | --------------- |
|                         | Partido Socialista             | 1 448 | 35,73 / 100,00  |
|                         | Portugal à Frente              | 955   | 23,56 / 100,00  |
|                         | Coligação Democrática Unitária | 863   | 21,29 / 100,00  |
|                         | Bloco de Esquerda              | 377   | 9,30 / 100,00   |
|                         | PCTP/MRPP                      | 64    | 1,58 / 100,00   |
|                         | Pessoas–Animais–Natureza       | 50    | 1,23 / 100,00   |
|                         | Outros                         | 154   | 3,80 / 100,00   |
| Votos Inválidos         | Votos Inválidos                | 142   | 3,50 / 100,00   |
| Total                   | Total                          | 4 053 | 100,00 / 100,00 |
| Eleitorado/Participação | Eleitorado/Participação        | 6 462 | 62,72 / 100,00  |

#### Santo António dos Cavaleiros e Frielas
| Partido                 | Partido                        | Votos  | %               |
| ----------------------- | ------------------------------ | ------ | --------------- |
|                         | Partido Socialista             | 4 916  | 36,01 / 100,00  |
|                         | Portugal à Frente              | 3 838  | 28,11 / 100,00  |
|                         | Bloco de Esquerda              | 1 752  | 12,83 / 100,00  |
|                         | Coligação Democrática Unitária | 1 633  | 11,96 / 100,00  |
|                         | Pessoas–Animais–Natureza       | 295    | 2,16 / 100,00   |
|                         | Outros                         | 776    | 5,67 / 100,00   |
| Votos Inválidos         | Votos Inválidos                | 442    | 3,23 / 100,00   |
| Total                   | Total                          | 13 652 | 100,00 / 100,00 |
| Eleitorado/Participação | Eleitorado/Participação        | 24 134 | 56,57 / 100,00  |